# Pierre Matteuzzi
Pierre Matteuzzi est un réalisateur suisse.

## Filmographie
- 1961 : Abracadabra
- 1966 : Bernard-Show
- 1971 : Un soir chez Norris (série télévisée)
- 1975 : Crise (série télévisée)
- 1976 : La Pêche miraculeuse (mini-série)
- 1977 : Les Années d'illusion (mini-série)
- 1978 : La Nasse
- 1981 : L'Ogre de Barbarie
- 1983 : Lucia di Lammermoor
- 1993 : Une partie en trop